# Cratès d'Athènes
Pour les articles homonymes, voir Cratès.
Cratès d'Athènes, en grec ancien Κράτης, mort entre 268 et 264 av. J.-C., est un philosophe grec de l’Académie de Platon, originaire du bourg de Thria, en Attique. 

## Biographie
Il fut l'élève de Polémon d'Athènes, et lui succéda à la tête de l'Académie (c. 275). Inséparables au point que l'on disait qu'ils réglaient leur respiration l'un sur l'autre, Polémon et lui partagèrent la même sépulture.
Cratès écrivit quelques livres de philosophie et des discours. Il eut Arcésilas de Pitane et Bion de Borysthène pour disciples.